# Галюза Ілля Сергійович
Ілля́ Сергі́йович Галюза́ (нар. 16 листопада 1979, Архангельськ, СРСР) — український футболіст, Майстер спорту України з футболу, півзахисник, тренер.

## Кар'єра футболіста
Вихованець СДЮШОР «Зоря» (Луганськ). Перші тренери — Шакун Олександр Дмитрович та Галустов Валерій Завялович. На професійному рівні розпочав виступи з 16-ти років у Вищій лізі України в 1996 році, у складі «Зоря-МАЛС». Виступав за клуби: «Зоря», «Чорноморець», «Дніпро-Трансмаш» (Білорусь), «Орел» (Росія), «Таврія», «Шахтар» (Солігорськ, Білорусь), «Білшина» (Бобруйськ, Білорусь). 
На початку 2001 року із друголігової «Зорі», де став лідером команди, переходить в команду першої ліги «Чорноморець» з міста Одеса. Допоміг команді влітку 2002 року підвищитися у класі, повернутися у вищу лігу. Забив «Прикарпаттю» «золотий» гол, який дозволив «Чорноморцю» оформити путівку до вищої ліги. «Напередодні тієї зустрічі я в черговий раз вирішив змінити зачіску і зробив собі справжній "ірокез". А потім цим самим "ірокезом" відправив м'яча у ворота іванофранківців». Хоча «Чорноморець» перше коло Вищої ліги сезону 2002/03 закінчує на останньому місці, взимку віце-президент Марус запропонував продовжити контракт з основним півзахисником команди. Але зміна тренерів у зимнове міжсезоння спочатку затримує цей процес. А потім Іллі пропонують підписати контракт і піти в оренду. Ілля відмовляється і переходить «вільним агентом» до Вищої ліги Білорусі, чемпіонат якої починається пізніше ніж український.
Три сезони — 2003, 2004 та 2005 років проводить у білоруському «Дніпро-Трансмаш» з міста Могильов. Там грає разом з братом Сергієм Галюзою. Також у «Дніпрі» в ці роки грають українці Олександр Піщур, Хромих Антон, Птачик Олег, Баранов Василь, Воронков Ігор. У сезонах 2003 та 2005 років має третій показник в команді за системою «гол+пас», відповідно 9 (4+5) балів в 27 іграх та 12 (5+7) балів за 25 матчів. У сезоні 2005 року з показником 7 гольових пасів стає найкращим асистентом в команді.   
У 2006 році виступав за литовський «Шяуляй». У складі команди забив у чемпіонаті Литви 16 м'ячів, став другим бомбардиром першості й був визнаний найкращим іноземним гравцем за версією сайту Futbolas.lt.
Із середини сезону 2006/07 виступав за сімферопольську «Таврію». Разом із командою став володарем Кубка України 2009/10. Вихованець луганського футболу Ілля Галюза особисто представив Кубок України в Луганську на стадіоні «Авангард». Усього за «Таврію» з 2006 по 2011 рік в чемпіонаті України провів 123 матчі та забив 6 м'ячів. У цей період "Таврія" двічі посідала п'яте місце в Чемпіонаті України (сезони 2006/07, 2007/08), виборола Кубок України, грала в матчі за Суперкубок України, брала участь у єврокубкових змаганнях (Кубок Інтертото, Ліга Європи). Всі п'ять років Ілля є основний гравець та віце-капітан «Таврії». Після того, як віце-президентом «Таврії» став Дмитро Селюк, Галюза розірвав контракт із клубом і покинув його у статусі вільного агента.
У результаті він у середині сезону 2011/12 підписав дворічний контракт із луганською «Зорею». Допоміг рідній команді спочатку залишитися, а потім стати міцним середняком в Українській Прем'єр-лізі. За підсумками сезону 2012-2013 став кращим бомбардиром команди (6 голів) та найкращим гравцем команди за опитуванням вболівальників. В "Зорі" був віце-капітаном та важливим гравцем, якого вболівальники не хотіли відпускати по закінченню контракту, влаштувавши акцію «Зорі потрібен Галюза».
Після «Зорі» розпочався успішний білоруський етап в кар'єрі. Спочатку разом з «Шахтарем» з Солігорську виграє Кубок Білорусі з футболу 2013—2014 та «срібні» медалі Білоруська футбольна вища ліга 2014. За сезон провівши 38 матчів та забив 6 голів в свої 35 років. Грав за «Шахтар» у Лізі Європи. Визнавався Кращим гравцем місяця та Сезону 2014 у складі «гірників» за підсумками голосування вболівальників. Потім з «Білшиною» стає четвертими у Білоруська футбольна вища ліга 2015. Після цього, в 36 років, переходить у добре знайомий першоліговий «Дніпро» з Могильова та допомагає команді піднятися до Білоруська футбольна вища ліга.
Після завершення професійної кар'єри гравця, декілька років ще пограв на аматорському рівні. У 2020 році грав за «Кулевча-Аркадія» в Чемпіонаті Вищої ліги Одеської області. У 2021 році у складі ФК «Аркадія» брав участь у Зимовій першості Одеської області сезону 2020/21.

## Кар'єра тренера
З 2018 року розпочав тренерську діяльність у могильовському «Дніпрі» . Тренує дітей вікових категорій U12 та U17. Зі страшими потрапляє до четвірки кращих команд за підсумками чемпіонату Білорусі. У серпні 2019 року переходить до одеського «Чорноморця» і стає тренером команди U14. В липні 2021 року, на запрошення Глеба Платова, переходить в Академію дніпровського «Дніпра», де працює старшим тренером вікової категорії U15, а також допомагає з групою U13.

## Особисте життя
Братом Іллі Галюзи є Сергій Галюза, який грав у низці футбольних клубів України, Литви та Білорусі, часто перетинаючись у футбольній кар'єрі з братом.
Ініціатор та організатор щорічного дитячого футбольного турніру «Кубок мрії братів Галюза», який проходив в Луганську з 2008 по 2013 рік.

## Досягнення командні
- Володар Кубка України: 2009/10
- Володар Кубка Білорусі: 2013/14
- Фіналіст Суперкубку України (1): 2010
- Бронзовий призер чемпіонату Білорусі (1): 2014
- Срібний призер Першої ліги України (1): 2001/02
- Срібний призер Другої ліги України (1): 1998/99
- Бронзовий призер Другої ліги України (1): 1999/00

## Досягнення особисті
Найкращий іноземний гравець "А-ліги" Литви, сезон 2006
Найкращий асистент "А-ліги" Литви, сезон 2006
Найкращий гравець "Матчу Зірок", Литва сезон 2006
"Срібна" бутса (друге місце серед бомбардирів) "А-ліга" Литви, сезон 2006
Кращий гравець ФК "Зоря" Луганськ сезону 2012/2013
Кращий бомбардир ФК "Зоря" Луганськ сезону 2012/2013
Кращий гравець ФК "Шахтар" Солігорськ сезону 2014